# Comuna Hlupleanî, Ovruci
Hlupleanî (în ucraineană Хлуплянська сільська рада) este o comună în raionul Ovruci, regiunea Jîtomîr, Ucraina, formată din satele Hlupleanî (reședința), Nahoreanî, Olenîci, Sîrkivșciîna, Stuhivșciîna și Teklivka.

## Demografie
Componența lingvistică a comunei Hlupleanî
     Ucraineană (98,88%)
     Alte limbi (1,12%)
Conform recensământului din 2001, majoritatea populației comunei Hlupleanî era vorbitoare de ucraineană (98,88%), existând în minoritate și vorbitori de alte limbi.